# Medicinska fakulteta v Splitu
Medicinska fakulteta (izvirno hrvaško Medicinski fakultet u Splitu), s sedežem v Splitu, je fakulteta, ki je članica Univerze v Splitu.